# Вигура, Станислав

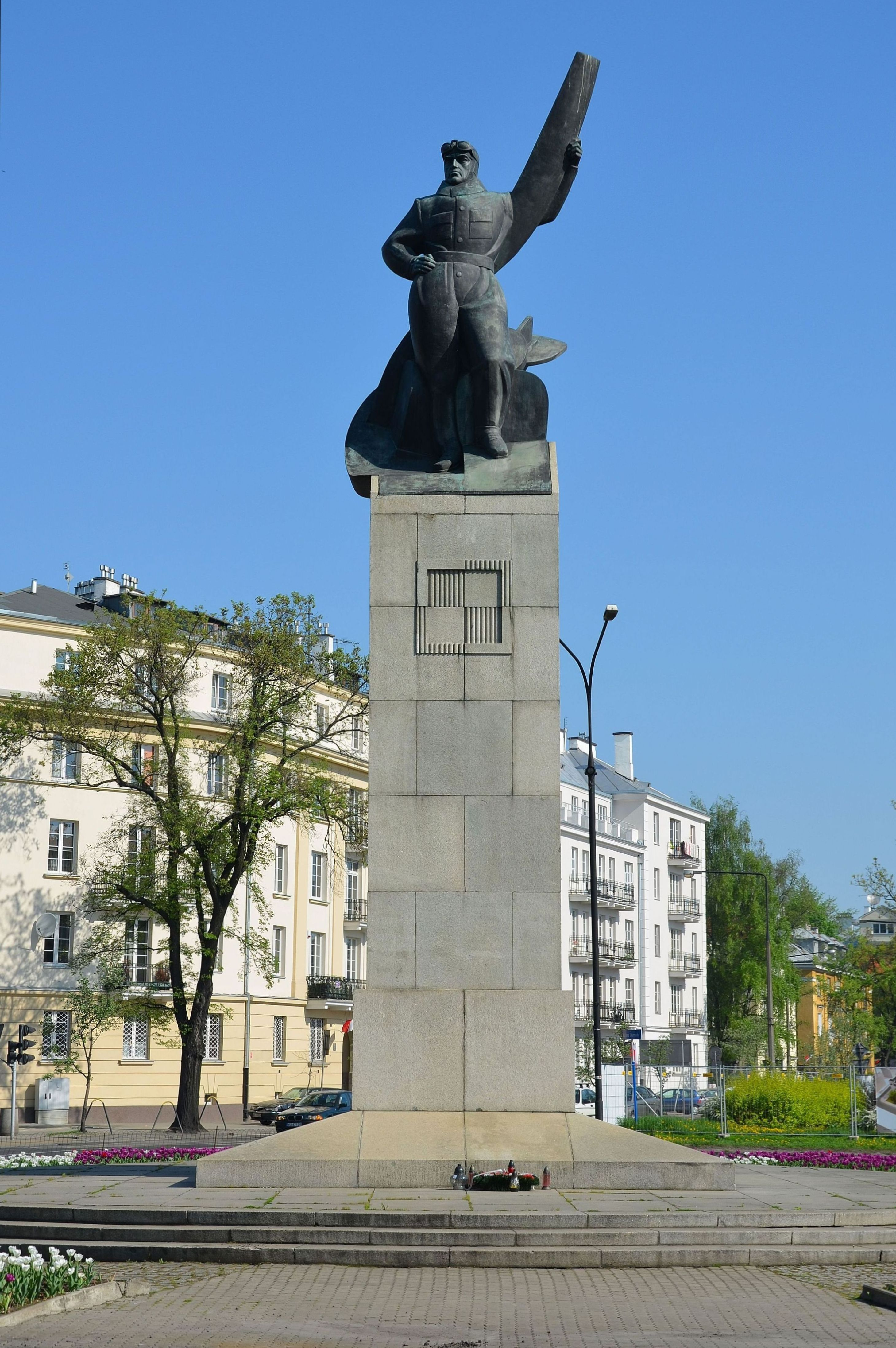
Памятник авиатору, сооружённый в честь Ст. Вигуры и Францишека Жвирко в Варшаве в 1932 г. Уничтоженный немецкими оккупантами в 1944 г. Реконструированный в 1967 г.

Станислав Вигура (пол. Stanisław Wigura; (9 апреля 1903, Варшава, Царство Польское, Российская империя — 11 сентября 1932, Терличка, Чехословакия (ныне район Карвина Моравскосилезского края Чешской Республики) — польский авиаконструктор, инженер и авиатор, один из создателей польского самолета RWD.

## Биография
В детстве был бойскаутом, с юности интересовался механикой и авиацией.
Участник советско-польской войны 1920 года, добровольцем служил в
полку полевой артиллерии.
В 1921 году поступил на учёбу в Варшавский технологический университет (Варшавская Политехника) (ныне Варшавский политехнический университет), где встретился и подружился со Станиславом Рогальским и Ежи Друзецким .
В 1922 вместе с друзьями он организовал авиационную секцию кружка студентов-механиков Варшавской Политехники. Первые попытки сконструировать самолёт, на котором они могли бы полететь, были безуспешными.
В 1926 году вместе со Станиславом Рогальским и Ежи Джевецким создал авиационное инженерно-конструкторское бюро «RWD» (по первым буквам фамилий учредителей — Рогальский, Вигура, Джевецкий). Первый самолёт был изготовлен уже в 1927 году.
В межвоенный период (1920—1939) в конструкторском бюро «RWD» была создана серия самолётов от RWD-1 до RWD-25, в основном, это были лëгкие одномоторные летательные аппараты спортивного, туристического или тренировочного типов.
В 1929 году Ст. Вигура окончил Варшавскую политехнику, получив титул инженера. В том же году он окончил курсы пилотирования в Академическом аэроклубе.
Ст. Вигура активно занимался спортивной авиацией. Благодаря дружбе с военным лётчиком Францишеком Жвирко, служившим офицером связи в аэроклубе. Друзья часто летали вместе, Вигура в качестве механика и второго пилота. С 9 августа по 6 сентября 1929 года Жвирко и Вигура совершили полёт на прототипе самолёта RWD-2 по европейскому маршруту Варшава — Франкфурт-на-Майне — Париж — Барселона — Марсель — Милан — Варшава длиной 5 000 км.
6 октября 1929 года они выиграли воздушную гонку в Польше. В июле 1930 года Жвирко и Вигура приняли участие на RWD-4 в Международном авиасоревновании («Challenge 1930»), но из-за отказа двигателя и вынужденной посадки в Испании, отказались от участия в соревновании. В сентябре и октябре 1930 года пилоты стали победителями в двух польских соревнованиях, летая на самолётах RWD-2 и RWD-4, а в сентябре 1931 года они выиграли ещё один конкурс, осуществив полёт на прототипе RWD-5. Они побеждали во многих авиационных конкурсах. За две недели до катастрофы, 28 августа 1932 года они заняли первое место на международном авиационном конкурсе в Берлине. Это был большой успех польской авиации.

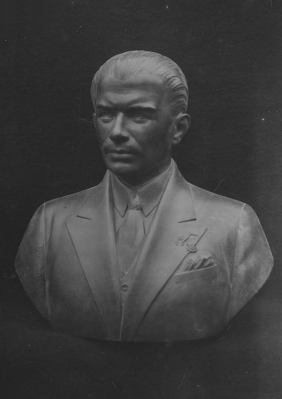
Бюст Ст. Вигуры

Одновременно, Вигура с другими конструкторами проектировал последующие модели самолетов: самолет связи RWD-3 в 1930 году (единственный построенный), рекордный спортивный самолет RWD-7 в 1931 году и спортивный самолет RWD-5 в том же году. Последний был анонсирован, как самый лёгкий самолет, совершивший трансатлантический перелёт (всего было построено 20 единиц). Начал разработку базового тренировочного самолёта RWD-8. В 1932 году Вигура разработал современный спортивный самолет RWD-6 , предназначенный для Международных авиасоревнований («Challenge 1932»), проходивших с 20 по 28 августа 1932 года. Жвирко, назначенный первым пилотом, выбрал Вигуру в качестве своего товарища по команде. Экипаж выиграл соревнование, опередив сильнейшие немецкие и другие команды. Оба пилоты стали национальными героями в Польше. Успех был достигнут, благодаря навыкам пилотирования Жвирко и высокому качеству характеристик самолета.
11 сентября 1932 года, во время полета в Чехословакии, Жвирко и Вигура погибли в авиакатастрофе, разбившись на своём RWD-6 в лесу около Цешина, из-за отрыва крыла во время в сильного порыва ветра.
Станислав Вигура и Францишек Жвирко были торжественно похоронены на Алее заслуженных на варшавском кладбище Старые Повонзки.

## Награды
- Кавалерский крест Ордена Возрождения Польши (посмертно)
- Золотой Крест Заслуги
- Почётный знак Лиги противовоздушной и противогазовой защиты.